# خلط مائي
الرُّطُوبَة المَائِيَّة أو الخلط المائي (بالإنجليزية: Aqueous humour)‏ هو سائل شفاف مائي يشبه البلازما، ولكنه يحوي تركيزات أقل من البروتين، ويتم إفرازه عن طريق ظهارة الجسم الهدبي الذي يدعم العدسة، ويجد في غرفة العين الأمامية والخلفية، ويمر الضوء خلاله في طريقه إلى شبكية العين. ومن شأن الزيادة في حجم الخلط المائي أن تسبب زيادة في ضغط العين، مما يؤدي إلى ما يعرف باسم الماء الأزرق. وإذا لم يُعالج، فإن الزرق يؤدي إلى تلف شبكية العين؛ وبالتالي تقليل الرؤية أو في الحالات الشديدة يسبب العمى. وينبغي عدم الخلط بينه وبين الخلط الزجاجي الموجود بين العدسة والشبكية، والمعروف أيضا بالتجويف الخلفي أو الغرفة الزجاجية.

## التركيب
- أحماض أمينية: تُنقَل عن طريق العضلة الهدبية
- 98% ماء
- كهارل: ** صوديوم= 142.09
  - بوتاسيوم= 2.2 - 4.0
  - كالسيوم= 1.8
  - ماغنسيوم= 1.1
  - كلوريد= 131.6
  - بيكربونات= 20.15
  - فوسفات= 0.62
  - أس هيدروجيني= 7.4
- فيتامين سي
- جلوتاثيون
- جسم مضاد

## الوظيفة
- يحافظ على ضغط العين وينفخ مقلة العين، وهذا هو الضغط الهيدروستاتيكي الذي يُبقي العين في شكل كروي تقريبا ويحافظ على جدران مقلة العين مشدودة.
- يوفر التغذية (مثل الأحماض الأمينية والجلوكوز) للأنسجة العينية اللاوعائية، مثل القرنية الخلفية، والشبكة التربيقية، والعدسة، والجسم الزجاجي الأمامي.
- قد تعمل على نقل فيتامين سي في الجزء الأمامي للعمل كعامل مضاد للأكسدة.
- يشير وجود الجلوبيولينات المناعية إلى دوره في الاستجابة المناعية للدفاع ضد مسببات الأمراض.
- انتفاخ العين يعمل على توسيع القرنية، وبالتالي زيادة الحماية ضد الغبار والرياح وحبوب اللقاح وبعض مسببات الأمراض.
- معامل انكسار.

### الإنتاج
يتم إفراز الخلط المائي في الغرفة الخلفية بواسطة الجسم الهدبي، وتحديدًا من الظهارة غير المصطبغة للجسم الهدبي (الجُزء المُتَثَنِّي). وقد يشارك 5ـألفا-ثنائي الهيدروكورتيزول، وهو إنزيم يثبط بواسطة مثبطات اختزال 5-ألفا، في إنتاج الخلط المائي.

### التصريف
يتم إنتاج الخلط المائي باستمرار من خلال النواتئ الهدبية، ويجب أن يكون معدل الإنتاج متوازنًا بمعدل متساوٍ مع تصريف الخلط المائي، وسيكون للاختلافات الطفيفة في إنتاج أو تصريف الخلط المائي تأثيرًا كبيرًا على ضغط العين.
ويكون مسار الصرف الخلط المائي أولاً من خلال الغرفة الخلفية، ثم الفراغ الضيق بين الجزء الخلفي من القزحية والجزء الأمامي من العدسة (يساهم في مقاومة صغيرة)، ثم من خلال الحدقة للدخول إلى الغرفة الأمامية، ثم يخرج الخلط المائي من العين من خلال الشبكة التربيقية إلى قناة شليم (نقطة الاتصال بين القرنية والصلبة، والتي تحيط بالقرنية)، ويتدفق عبر 25-30 قناة جامعة إلى الأوردة فوق الصلبة. ويتم توفير أكبر مقاومة لتدفق الخلط المائي من خلال الشبكة الترابيقية، وذلك هو المكان الذي يحدث فيه معظم التدفق المائي. والجدار الداخلي للقناة حساس للغاية، ويسمح بتصفية السائل بسبب الضغط العالي للسائل داخل العين.
والطريق الثانوي هو التصريف العنبي الصلبي، وهولا يعتمد على ضغط العين، والتدفق المائي من خلال ذلك الطريق يكون أقل من الشبكات التربيقية (حوالي 10٪ من مجموع الصرف خلال الطريق الثانوي، و90٪ من خلال الشبكات التربيقية).
يكون ضغط السائل عادة 15 مم زئبقي (0.6 زئبق) فوق الضغط الجوي، لذلك عندما يتم حقن حقنة يتدفق السائل بسهولة. إذا كان السائل يتسرب بسبب ضعف القرنية، فإن صلابة العين العادية تكون ثابتة.

## الأهمية السريرية
الجلوكوما هو اعتلال عصبي بصري متدرج، تموت فيه الخلايا العقدية الشبكية والمحاوير الخاصة بها؛ مما يسبب خللاً في المجال البصري، وله عامل خطر مهم وهو زيادة ضغط العين إما من خلال زيادة إنتاج أو انخفاض صرف الخلط المائي. وقد تحدث المقاومة المتزايدة لتدفق الخلط المائي نتيجة للعمل غير الطبيعي للشبكة التربيقية أو انسداد الشبكة؛ بسبب إصابة أو مرض القزحية. ومع ذلك، فإن الضغط المتزايد داخل العينين ليس كافيا ولا ضروريا لتطوير الزرق الأولي للزاوية المفتوحة، على الرغم من أنه عامل خطر رئيسي. وغالبًا ما تؤدي الجلوكوما غير المتحكم فيها إلى فقد المجال البصري والعمى في نهاية المطاف.

## صور إضافية

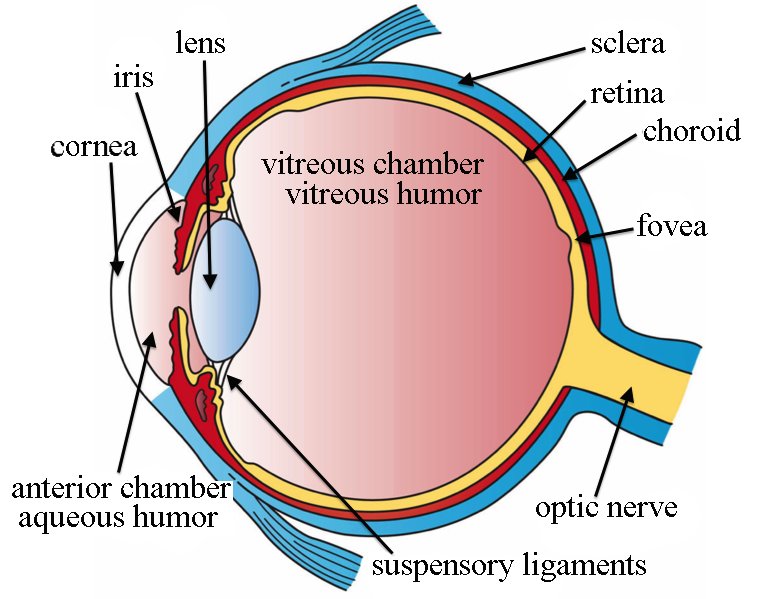
تراكيب العين
تُظهر هذه الصورة منظر آخر لتراكيب العين

## روابط خارجية
- "Anatomy diagram: 02566.000-1". Roche Lexicon - illustrated navigator. Elsevier. مؤرشف من الأصل في 2014-01-01.